# ハリーファ国際スタジアム

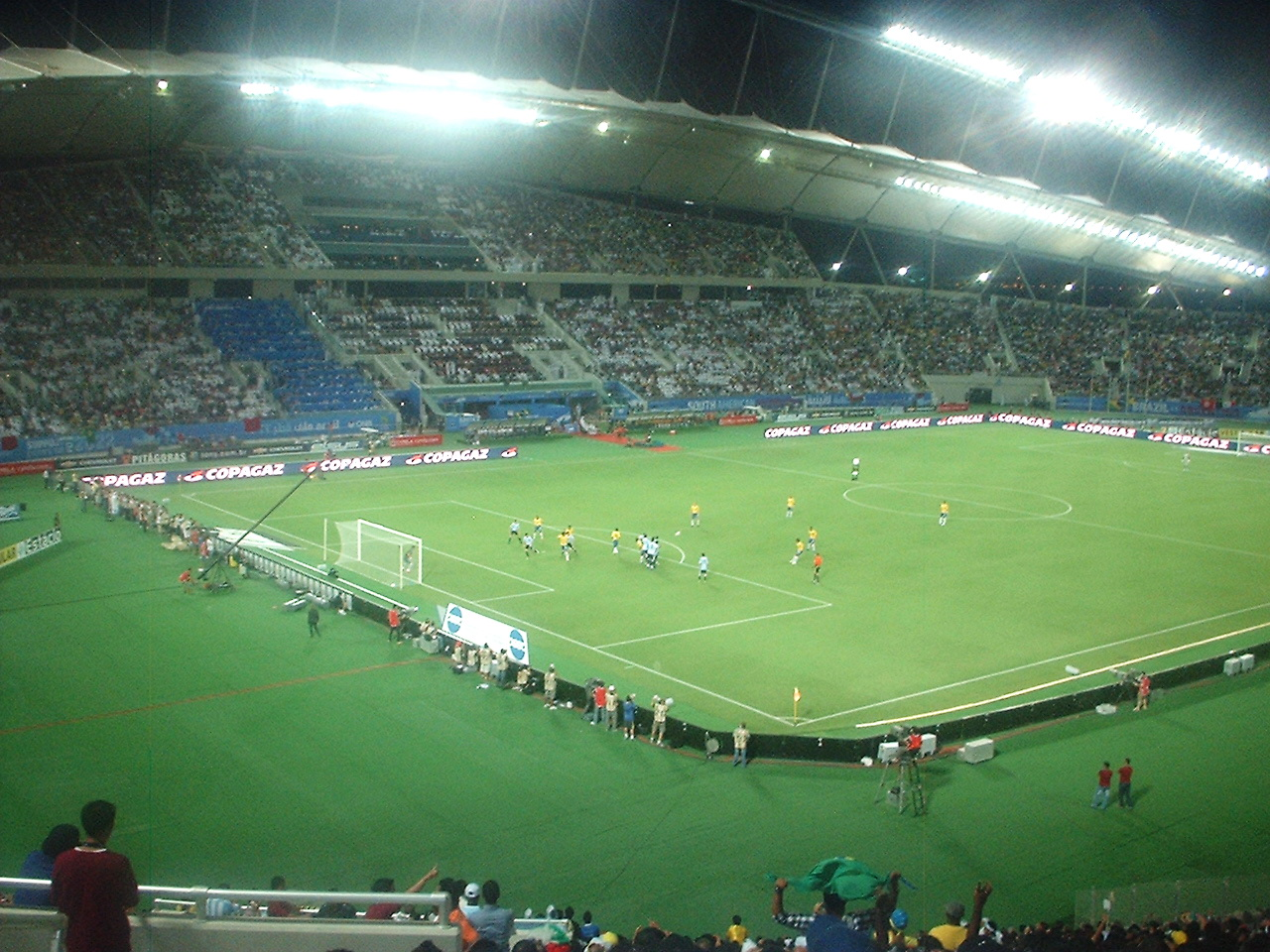
改修前のスタジアム内部

ハリーファ国際スタジアム（英語: Khalifa International Stadium、アラビア語: ملعب خليفة الدولي、もしくは別名国立競技場とも呼ばれる）は、カタール・ライヤーンにある球技場兼陸上競技場である。

## 概要
ライヤーン・バアヤにある、国の出資したスポーツアカデミーであるアスパイア・アカデミーが運営するスポーツ・コンプレックス「アスパイア・ゾーン」内にある施設で、アスパイア・タワーをはじめ、2006年アジア競技大会競泳競技の会場となったハマド・アクアティックセンター、2010年世界室内陸上競技選手権大会や2018年世界体操競技選手権の会場となったアスパイア・ドームなどがある。
1976年に2万人規模の「ハリーファ・スポーツシティ・スタジアム」として開設。最初に開催された大規模イベントは同年にカタールで初めて開催されたガルフカップ1976で、以後サッカーの試合を中心に使用されてきた。
2006年に開催されたアジア競技大会で開会式ならびに陸上競技会場として使用するために最初の大規模改修を受け、4万人収容に規模を拡大すると共に西側に大屋根を設置。東側には大きなアーチがかかり、開会式で花火を打ち上げるためのプラットフォームとして使用された。その後もカタールで開催される大規模スポーツイベントの会場として使用された。
2022年にカタールで開催される2022 FIFAワールドカップでは会場の8スタジアムの一つに選ばれ（大会招致時点で唯一の新設ではないスタジアム）、2017年には更なる大規模改修としてスタジアム全面に屋根を架設すると共に、1kmほど離れた施設からパイプを通して冷水を送り、この冷水で冷やした風を送風する冷房システムが導入された、世界的にも例のない「冷房付き開放型スタジアム」に生まれ変わった。

## 大会実績

### 2011 AFCアジアカップ
| 開催日  | 時間(UTC+3) | チーム#1       | 結果       | チーム#2       | ラウンド  |
| ------- | ----------- | -------------- | ---------- | -------------- | --------- |
| 1月7日  | 19:15       | カタール       | 0–2        | ウズベキスタン | グループA |
| 1月12日 | 19:15       | 中華人民共和国 | 0–2        | カタール       | グループA |
| 1月16日 | 19:15       | カタール       | 3–0        | クウェート     | グループA |
| 1月21日 | 19:25       | ウズベキスタン | 2–1        | ヨルダン       | 準々決勝  |
| 1月25日 | 19:25       | ウズベキスタン | 0–6        | オーストラリア | 準決勝    |
| 1月29日 | 18:00       | オーストラリア | 0–1 (延長) | 日本           | 決勝      |

### 第24回ガルフカップ
| 開催日         | 時間(UTC+3) | チーム#1         | 結果 | チーム#2         | ラウンド  |
| -------------- | ----------- | ---------------- | ---- | ---------------- | --------- |
| 2019年11月26日 |             | カタール         | 1–2  | イラク           | グループA |
| 2019年11月29日 |             | アラブ首長国連邦 | 0–2  | イラク           | グループA |
| 2019年11月29日 |             | イエメン         | 0–6  | カタール         | グループA |
| 2019年12月2日  |             | カタール         | 4–2  | アラブ首長国連邦 | グループA |
| 2019年12月2日  |             | クウェート       | 2–4  | バーレーン       | グループB |
| 2019年12月8日  |             | バーレーン       | 1–0  | サウジアラビア   | 決勝      |

### 2022 FIFAワールドカップ
| 開催日   | 時間(UTC+3) | チーム#1     | 結果  | チーム#2       | ラウンド   | 観衆   |
| -------- | ----------- | ------------ | ----- | -------------- | ---------- | ------ |
| 11月21日 | 16:00       | イングランド | 6 – 2 | イラン         | グループB  | 45,334 |
| 11月23日 | 16:00       | ドイツ       | 1 – 2 | 日本           | グループE  | 42,608 |
| 11月25日 | 19:00       | オランダ     | 1 – 1 | エクアドル     | グループA  | 44,833 |
| 11月27日 | 19:00       | クロアチア   | 4 – 1 | カナダ         | グループF  | 44,374 |
| 11月29日 | 18:00       | エクアドル   | 1 – 2 | セネガル       | グループA  | 44,569 |
| 12月1日  | 22:00       | 日本         | 2 – 1 | スペイン       | グループE  | 44,851 |
| 12月3日  | 18:00       | オランダ     | 3 – 1 | アメリカ合衆国 | ラウンド16 | 44,846 |
| 12月17日 | 18:00       | クロアチア   | 2 – 1 | モロッコ       | 3位決定戦  | 44,137 |

## 主な開催イベント
- ガルフカップ1976,2019
- 2006年アジア競技大会（開会式・陸上競技）
- サッカー国際親善試合 イングランド対ブラジル（2009）
- サッカーカタール代表の試合
- 2019年世界陸上競技選手権大会
- 2022 FIFAワールドカップ
- 2030年アジア競技大会